# Liste der Monuments historiques in Le Faouët (Morbihan)
Die Liste der Monuments historiques in Le Faouët (Morbihan) führt die Monuments historiques in der französischen Gemeinde Le Faouët auf.

## Liste der Bauwerke
| Bezeichnung                                                                  | Beschreibung | Standort                    | Kennzeichnung | Schutzstatus   | Datum     | Bild |
| ---------------------------------------------------------------------------- | ------------ | --------------------------- | ------------- | -------------- | --------- | ---- |
| Kapelle Ste-Barbe mit dem Fenster Verklärung des Herrn                       |              | (Lage)                      | PA00091189    | Classé Inscrit | 1906 1928 |      |
| Kapelle Saint-Fiacre mit dem Fenster Heilige Sippe und spätgotischem Lettner |              | (Lage)                      | PA00091190    | Classé         | 1889      |      |
| Kapelle Saint-Jean                                                           |              | (Lage)                      | PA00091191    | Inscrit        | 1944      |      |
| Kapelle Saint-Sébastien                                                      |              | (Lage)                      | PA00091192    | Classé         | 1934      |      |
| Ursulinenkloster                                                             |              | (Lage)                      | PA00091193    | Inscrit        | 1987      |      |
| Kirche Notre-Dame-de-l'Assomption                                            |              | (Lage)                      | PA00091194    | Inscrit        | 1933      |      |
| Markthalle                                                                   |              | Place Bellanger (Lage)      | PA00091195    | Classé         | 1914      |      |
| Haus                                                                         |              | 15, Rue Victor Robic (Lage) | PA00091196    | Inscrit        | 1934      |      |
| Haus                                                                         |              | Saint-Fiacre (Lage)         | PA00091197    | Inscrit        | 1928      |      |